# 常子内親王
常子内親王（つねこないしんのう）は、第108代後水尾天皇第十五皇女。母は園基音女の園国子（新広義門院）。霊元天皇の同母姉。近衛基熙正室で、近衛家熙および近衛熙子（天英院、徳川家宣正室）の母。また、桜町天皇の外曾祖母でもある。なお、来孫の後桃園天皇の女御の近衛維子は玄孫に当たる。品宮（級宮、しなのみや）といわれた。寛文6年（1666年）正月から元禄13年（1700年）3月24日にかけて日記（「无上法院殿御日記」）を残している。

## 生涯
父後水尾院に寵愛され、正式な内親王宣下はなかったが、延宝5年（1677年）諱が常子と定められて以降、常子内親王といわれるようになった。寛文4年（1664年）11月12日に6歳年下の近衛基熙と結婚した。結婚後も宮廷に頻繁に出入りし、夫基熙とともに兄弟姉妹や東福門院との交流も密であったが、基熙が霊元天皇とはしっくりいかなかったためか、霊元天皇に対しては批判的な面もあった。寛文6年（1666年）3月26日に長女熙子（天英院）を、翌寛文7年（1667年）6月4日に長男家熙を、寛文9年（1669年）4月27日には次男大炊御門信名を産んだ。夫基熙に先立ち元禄15年（1702年）、61歳で薨去。近衛家菩提寺の大徳寺に葬られた。